# Ernestine von Wildenbruch

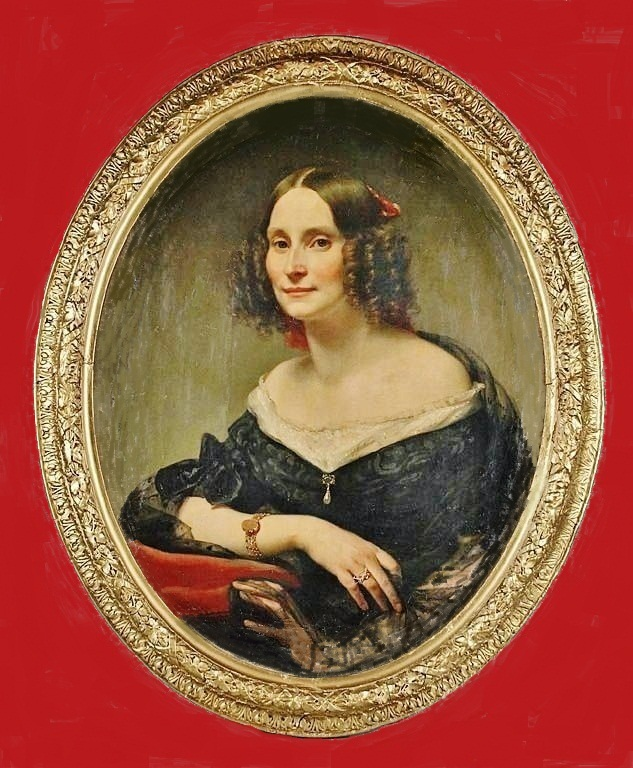
Ernestine von Wildenbruch, Gemälde von Eduard Magnus, 1848

Louis von Wildenbruch nach einem Gemälde von Franz Krüger, 1832

Ferdinande Christiane Friedrike Charlotte Ernestine von Wildenbruch, geborene von Langen (* 31. Oktober 1805 in Neumarkt, Schlesien; † 2. Januar 1858 in Berlin) war eine Berliner Salonnière und Mutter des Schriftstellers Ernst von Wildenbruch.

## Leben
Ernestine war die Tochter des preußischen Kapitäns und späteren Kommandanten von Saarlouis Ferdinand Carl von Langen (1765–1820) und dessen zweiter Ehefrau Christiane Eleonore, geborene von Schick (1774–1805). Da die Mutter kurz nach Ernestines Geburt verstarb, nahm sie der Freund und damalige Vorgesetzte des Vaters, Oberst Carl Andreas von Boguslawski, als Pflegetochter in sein Haus auf.
Im Jahre 1827 wurde sie Hofdame der Fürstin Luise Radziwiłł. Im Palais Radziwill, dem damaligen Zentrum des gesellschaftlichen Lebens in Berlin, lernte sie den Pflegesohn der Fürstin, Louis von Wildenbruch (1803–1874), ein Sohn des Prinzen Louis Ferdinand von Preußen aus einer Beziehung mit der Kaufmannstochter Henriette Fromme (1783–1828), kennen. Nach der Hochzeit am 9. August 1837 auf Schloss Kochberg, dem Sitz ihrer Jugendfreundin Louise von Stein, der Schwiegertochter Charlotte von Steins, trat ihr Mann aus dem militärischen in den diplomatischen Dienst über. Ab 1842 lebte sie mit der Familie in Beirut, wohin ihr Mann mit der Ernennung zum preußischen Generalkonsul für Syrien versetzt worden war.
Während eines Heimaturlaubs wurde sie durch die revolutionären Ereignisse in Deutschland bis 1850 in Berlin festgehalten. Sie lebte im Palais Radziwill, wo sie einen politischen Salon führte. Danach folgte sie ihrem Mann auf die Gesandtschaftsposten nach Athen und Konstantinopel. Auf Grund einer schweren Krebserkrankung kehrte sie 1857 nach Deutschland zurück, wo sie nach schwerem Leiden in ihrer Berliner Wohnung am Ziehtenplatz 33 verstarb. Sie wurde auf dem Alten Garnisonfriedhof an der Seite ihrer Pflegeeltern beerdigt. Das Grab ist nicht erhalten, lässt sich aber lokalisieren.

## Wirkung
Ernestine von Wildenbruch war in Hof- und Diplomatenkreisen sowie im Auswärtigen Amt eine angesehene Persönlichkeit, auf deren Erfahrung und Urteil man Wert legte. Auf die diplomatische Tätigkeit ihres Mannes nahm sie großen Einfluss. In ihrem Salon verkehrten während der Zeit der politischen Erhebung bevorzugt königstreue Kreise.
Marie von Bunsen urteilte über Ernestine von Wildenbruch:

„Man begreift, daß im Auswärtigen Ministerium zu Berlin das Wort und das Urteil dieser Frau einen Klang und ein Gewicht hatten, wie es wohl selten einer Frau im Rat der Männer eingeräumt worden ist. Alle offiziellen Noten und Berichte ihres Mannes wurden ihr zur Kenntnis gegeben. Abeken konferierte mit ihr über den Gang der preußischen Politik wie mit einem Kollegen und empfing mehr als einmal Ratschläge, die, wenn wohl auch ohne Ursprungsattest, an der leitenden Stelle ernste Beachung fanden. Eine wahre ‚donna di gabinetto‘ wie sie oft scherzend in den Briefen ihres Mannes genannt wurde, in deren Händen die Fäden der Politik zusammenlaufen. Vom August 1849 bis in den Februar 1850 war Frau Ernestine wieder auf diese Tätigkeit angewiesen, die sie unermüdlich vermittelnd, Ansprüche sondierend, in bewunderungswürdiger Weise ausübte. Die Mittwochabende in ihrem Salon, an denen man so oft bis in die Morgenstunden hinein – man versammelte sich allerdings manchmal erst gegen Mitternacht – bei Spiel und zwanglosen Gedankenaustausch aushielt, gehörten unstreitig zu den Hauptanziehungspunkten für alle Persönlichkeiten, die mit dem Auswärtigen Ministerium in irgendwelcher Beziehung standen. Hier erschien auch gern der von Ernestine besonders geschätzte Graf Brandenburg, um nach schwerer, erdrückender Tagesarbeit einen Augenblick auszuruhen im Geplauder mit der Herrin des Hauses. Auch die geselligen Pflichten außerhalb des Hauses nahm sie sehr enst, um jederzeit orientiert, immer in der Lage zu sein, den Gatten über alle bedeutenden Vorgänge aus erster Quelle auf dem Laufenden zu halten.“

## Schriften
- Briefe Ernestine von Wildenbruchs 1842–1857. In: Aus der preussischen Hof- und Diplomatischen Gesellschaft. Albert von Boguslawski (Hrsg.), Stuttgart und Berlin 1903.